# Bramsche
Bramsche è un comune indipendente di 32 103 abitanti, della Bassa Sassonia, in Germania. A poca distanza c'è la località di Kalkriese, ove nell'anno 9 d.C. fu combattuta la battaglia della foresta di Teutoburgo tra l'esercito romano e quello dei Germani.
Appartiene al circondario (Landkreis) di Osnabrück (targa OS).